# قانون مجازات عمومی ایران
پس از انقلاب مشروطه نخستین کسی که پیشنهاد تدوین قانون مجازات عمومی یا قانون کیفری همگانی در ایران را داد میرزا حسن خان مشیرالدوله پیرنیا بود. او در اول خرداد ۱۲۹۰ خورشیدی که وزیر عدلیه (دادگستری) بود به مجلس پیشنهاد داد کمیسیون ویژه‌ای که شمار اعضایش از شش نفر کمتر نباشد، برای تدوین قانونی برای مجازات‌های عرفی (به معنی مجازات اقداماتی که بر ضد قوانین مملکتی می‌شود) تشکیل شود که نهایتاً به تصویب «قانون جزای عرفی» به‌دست هیأت وزرای وقت در سال ۱۲۹۵ خورشیدی انجامید اما تدوین قانون مجازات عمومی به عنوان نخستین قانون مدون کیفری ایران که به تصویب مجلس شورای ملی رسیده است سال‌ها بعد صورت گرفت و در ۲۳ دی ۱۳۰۴ در نخستین روزهای انقراض دودمان قاجار و آغاز دوران حکومت رضا شاه پهلوی به تصویب مجلس شورای ملی رسید. این قانون از قانون مجازات فرانسه و سوئیس پیروی کرده و در سال ۱۳۵۲ هم اصلاحاتی در آن صورت گرفت.